# Ernesto Ruffini
Ernesto Ruffini (19. ledna 1888 San Benedetto Po – 11. června 1967 Palermo) byl italský kardinál, katolický arcibiskup a biblista.

## Životopis
Byl pátým z osmi dětí, strýcem politika Attilia Ruffiniho a prastrýcem novináře Paola Ruffiniho. V pouhých deseti letech Ruffini vstoupil do semináře v Mantově, kde zůstal až do roku 1910. V září téhož roku získal titul z teologie na Papežské teologické fakultě severní Itálie (Facoltà teologica dell'Italia settentrionale) v Miláně a následující rok titul z filozofie na Papežské akademii svatého Tomáše Akvinského v Římě. Dne 10. července téhož roku byl vysvěcen na kněze. 

### Římské období
Z Mantovy odešel do Říma, kde v letech 1911–1913 navštěvoval Papežský biblický institut a získal profesorský diplom v oboru Písmo svaté. V roce 1913 byl jmenován profesorem biblického úvodu na Papežském větším římském semináři (Pontificio Seminario Romano Maggiore, později Papežská lateránská univerzita), kde vyučoval až do roku 1932. 
V roce 1917 mu Benedikt XV. udělil katedru biblických věd na Papežském athenaeu Propaganda Fide, kde také do roku 1932 vyučoval. Během svého působení v Římě byl pověřován různými úkoly v římském vikariátu a kongregacích. Tak byl v roce 1924 jmenován diecézním delegátem Misijní unie duchovenstva pro Řím, examinátorem římského kléru, zástupcem pro cenzuru knih u Svatého oficia, konzultantem Nejvyšší kongregace Svatého oficia a Biblické komise.
V roce 1925 byl zvolen domácím prelátem Jeho Svatosti. V roce 1928 byl papežem Piem XI. jmenován sekretářem Posvátné kongregace pro semináře a studijní univerzity a konzultorem Posvátné konzistorní kongregace a v této nové funkci připravil reformu studia, která vyvrcholila 24. května 1931 apoštolskou konstitucí Deus scientiarum Dominus.
Pius XI. chtěl, aby Lateránská univerzita byla první, kdo uplatní reformu studia, a proto v roce 1930 jmenoval monsignora Ernesta Ruffiniho prefektem studia na Papežském lateránském athenaeu a poté od akademického roku 1931-1932 prvním rektorem samotné Lateránské univerzity. V tomto období byl také jmenován konzultorem Posvátné kongregace pro mimořádné církevní záležitosti (1929) a sehrál důležitou roli při založení Papežského salesiánského athenaea (Università Pontificia Salesiana) a rozšíření Katolické univerzity Nejsvětějšího Srdce Páně, když v tomto projektu podporoval otce Agostina Gemelliho. 
V roce 1934 ho Pius XI. jmenoval členem papežské mise na XXXII. mezinárodním eucharistickém kongresu v Buenos Aires, kterému předsedal tehdejší státní sekretář kardinál Eugenio Pacelli, budoucí papež Pius XII. V roce 1944 založil v Římě lékařsko-biologickou unii San Luca pro lékaře. V době rasistické šikany, kterou fašismus uplatňoval vůči italským Židům, pomáhal mnoha Židům, kteří se snažili ukrýt, aby unikli nacistickému pronásledování. 
V těch letech žil pan Ruffini v Trastevere, v paláci San Callisto, který se těšil exteritorialitě. V paláci sídlila kongregace koncilu, kongregace řeholníků, kongregace obřadníků a kongregace seminářů, jejímž sekretářem byl sám M. Ruffini. V této budově našlo útočiště asi sto Židů díky pohostinnosti různých prelátů, mezi nimiž byl právě Ruffini.
Palatinská garda musela při jedné příležitosti odolat pokusu skupiny fašistů, kteří chtěli proniknout do papežských paláců, aby zajali ty, kdo se tam uchýlili. Měl také blízko ke kulturním lidem a měl zvláštní vliv na konverzi ke křesťanství velkého rabína římské židovské obce Israela Zolliho, s nímž sdílel lásku ke studiu Písma svatého.
Byl také blízký rodině Enrica Fermiho. V římské farnosti San Roberto Bellarmino na náměstí Ungheria se dochovaly záznamy o tom, že tehdejší monsignor Ruffini 5. prosince 1938 – den předtím, než měl Fermi s rodinou odjet do Stockholmu pro Nobelovu cenu a odkud měli pokračovat do Spojených států – nejprve pokřtil Fermiho manželku Lauru (kmotři Edoardo a Ginestra Amaldiovi) a později také uzavřel jejich sňatek podle katolického obřadu (svědky byli oba kmotři a profesor Ugo Amaldi). Následujícího dne Fermi odjel do Stockholmu, aby převzal Nobelovu cenu, a do měsíce od vyhlášení rasových zákonů v Itálii.

### Palermský arcibiskup a kardinál
V roce 1945 mu Pius XII. po rezignaci kardinála Luigiho Lavitrana nabídl křeslo v San Mamiliano. Arcibiskupem v Palermu byl jmenován 11. října a na biskupa byl vysvěcen 8. prosince 1945 v kostele Sant'Ignazio v Římě vkládáním rukou kardinála Giuseppe Pizzarda, prefekta Kongregace pro semináře a univerzity, spolusvětiteli Domenicem Mennou, biskupem v Mantově, a arcibiskupem Francescem Borgongini Ducou, apoštolským nunciem pro Itálii. Ruffini byl 18. února 1946 povýšen do posvátného purpuru s kardinálským titulem Santa Sabina a stal se tak až do jmenování Giuseppe Siriho nejmladším italským kardinálem. Dne 31. března vstoupil do válkou zničeného Palerma a zároveň byl jmenován apoštolským administrátorem eparchie Piana degli Albanesi.
V říjnu 1950 předsedal jako papežský legát Národnímu eucharistickému kongresu a Kongresu kněžských povolání v argentinském Rosariu. Současně mu byl udělen čestný titul (honoris causa) v oboru práva na univerzitě v Buenos Aires. V červnu 1952, opět jako papežský legát, svolal a předsedal sicilskému plenárnímu koncilu.
Během těchto let neúnavně pracoval na budování center péče o rodiny, mateřských a základních škol, klinik pro nemocné v chudobě a vesnic pro bezdomovce a seniory. Tak vznikla arcibiskupská poliklinika pro nemocné, kteří nemohli využívat veřejné zdravotní péče a sociálního zabezpečení, a arcibiskupské oratoře, kde se shromažďovaly a vzdělávaly tisíce dětí. Na jeho počest vznikla čtvrť Villaggio Ruffini, do níž se stahovali palermští obyvatelé, kteří v té době žili ve vyloučených lokalitách Spirito Santo della Guadagna, Via Perpignano, Piazza Grande, Albergheria a ve čtvrti Lo Cicero.
V nejchudších oblastech města zřídil sociální centra a postavil dvanáct mateřských škol. Pro seniory, kteří nemohli být ubytováni ve veřejných charitativních zařízeních, vytvořil Villaggio dell'Ospitalità (Vesnici pohostinnosti), kde bylo ubytováno 80 rodin. Pro slabé a strádající děti založil na svazích hory Monte Caputo dům La Casa della Gioia (Dům radosti), kde bylo provozováno pět tříd základní školy. V Boccadifalcu také zorganizoval středisko pro odborné poradenství.
Ruffini a sicilský episkopát prohlásili slzy Panny Marie v Syrakusách (Madonna delle Lacrime) za autentické:
„Biskupové Sicílie, shromáždění na obvyklé konferenci v Bagherii (Palermo), vyslechli obsáhlou zprávu nejdůstojnějšího Ettore Baranziniho, arcibiskupa syrakuského, o ,lakrimaci (slzení)ʻ obrazu Neposkvrněného Srdce Panny Marie, která se opakovaně uskutečnila ve dnech 29. – 30. – 31. srpna a 1. září tohoto roku (1953) v Syrakusách (via degli Orti 11), po pečlivém prozkoumání příslušných svědectví z původních dokumentů dospěli jednomyslně k závěru, že o skutečnosti lakrimace nelze pochybovat. Slíbili, že takový projev nebeské Matky podnítí všechny ke spasitelnému pokání a živější úctě k Neposkvrněnému Srdci Panny Marie, a přáli si urychlené vybudování svatyně, která by zvěčnila památku zázraku“.
Jako podpůrnou strukturu pro všechna tato charitativní díla založil 25. března 1954 Sekulární institut misijních sociálních pracovníků (Società di servizio sociale missionario), kteří se připravovali na svou činnost ve Škole sociální práce „S. Silvia“ (Scuola superiore di Servizio sociale „S. Silvia“), kterou založil sám kardinál a která nadále působí v jeho misii v Palermu a v různých městech ve Španělsku a Argentině. V říjnu téhož roku vyhlásil na závěr regionálního mariánského kongresu slavnostní zasvěcení Sicílie přesvaté Panně Marii.
Dne 9. června 1956 obdržel čestný titul (honoris causa) z filozofie na univerzitě v Palermu. V roce 1964 mu bylo uděleno čestné občanství Palerma a 31. května 1965 obdržel papežské uznání Institutu misijních sociálních pracovníků (Società di servizio sociale missionario), který založil v roce 1954. Pro pochopení směrů pastoračního působení kardinála Ruffiniho existuje poučný dokument: autografní dopis, který mu papež Jan XXIII. zaslal 13. června 1960 k 50. výročí jeho kněžství.
Papež, poté co připomněl svůj apoštolát v Římě, kde
„mnohostrannou a vytrvalou prací uplatňoval svůj důvtip a vůli a poháněn vroucí láskou k církvi usiloval o její větší dobro a slávu“.
dodává:
„Povolán k řízení palermské arcidiecéze a krátce poté zapsán do posvátného kardinálského kolegia jste s velkým sebezapřením a stálou pílí plnil a stále plníte povinnosti svého pastýřského úřadu. Vaši horlivost a horlivost ve prospěch církve otevřeně dosvědčují zejména dva semináře, které jste vybudoval, církevní internát „S. Curato d'Ars“, mnoho kostelů, které jste postavil, katedrála, které jste dal novou výzdobu, mnoho a prozřetelných děl, jimiž jste ulehčil bídě chudých (...)“.
— Jan XXIII.
Ruffini také zahájil skutečnou mobilizaci s cílem vytvořit kolem křesťanských demokratů politickou jednotu katolického voličstva v protikomunistické funkci.

### Druhý vatikánský koncil
Dne 22. prosince 1959 byl kardinál Ernesto Ruffini jmenován členem Papežské ústřední přípravné komise pro II. vatikánský ekumenický koncil; je pravděpodobné, že na setkání 3. listopadu předtím s Janem XXIII. diskutoval o přípravných pracích provedených za Pia XII. Dne 11. února 1960 zaslal Ruffini Přípravné komisi koncilu dokument obsahující jeho přání pro nadcházející koncil, jak si to vyžádala tatáž komise.
Koncil byl zahájen 11. října 1962 v bazilice sv. Petra a kardinál Ruffini byl členem předsednické rady a aktivně se jí účastnil po celou dobu jejího trvání v letech 1962–1965. V tomto koncilu byl Ruffini jedním z předních představitelů konzervativního křídla Coetus Internationalis Patrum. Jak zaznamenávají dobové kroniky, kardinál Ruffini přednesl více projevů než kterýkoli jiný člen shromáždění a využil práva kardinálů promluvit jako první při zahájení generální kongregace.
Pronesl celkem dvaatřicet řečí, k nimž je třeba připočíst tři písemné projevy, všechny v nejklasičtější latině. V průběhu koncilu se Ruffini věnoval zejména schématu De Ecclesia, budoucí konstituci Lumen gentium, a také schématu De Ecclesia in mundo huius temporis, budoucí konstituci Gaudium et spes. Během koncilních let se Ruffini snažil věřícím své arcidiecéze zprostředkovat otázky, které se na koncilu projednávaly. V tomto smyslu vyznívá jeho pastýřský list Migliorare e crescere (Zlepšovat a růst) z 25. března 1965, který je navíc nejlepším klíčem k jeho vizi II. vatikánského koncilu.

### Ruffiniho postoje tváří v tvář mafii
Ruffini, rodilý Lombarďan a do té doby adoptovaný Říman, musel v Palermu čelit atmosféře a prostředí, které fenomén mafie bohužel do značné míry podceňovalo. V rozhovoru, který poskytl v roce 1959 na stránkách listu La Stampa), Ruffini prohlásil: 
„Máme tu obrovské problémy, které musíme řešit, vzpomeňte si, co je to mafie, její síť zločinů. Už teď jsou prostředky na boj s ní nedostatečné, a jako by to nestačilo, přichází nová amnestie. Spočítejte si, kolik amnestií bylo od konce války uděleno, každé dva roky jedna“.
O několik let později, 30. června 1963, se město Palermo nechvalně proslavilo krvavým masakrem v Ciaculli, při němž přišlo o život sedm policistů a karabiniérů. Právě u příležitosti této události nechal farář valdenské komunity v Palermu Pietro Valdo Panascia vyvěsit plakát, na kterém sice nikdy nepoužil výraz „mafie“, ale otevřeně událost odsoudil a vyzval
„[...] těm, kteří mají odpovědnost za občanský a náboženský život našeho lidu, aby se podnikly příslušné kroky k prevenci všech forem zločinnosti, aby se všemi prostředky usilovalo o formování vyššího mravního a křesťanského svědomí, aby se všichni vyzývali k vyššímu smyslu pro posvátnou úctu k životu a k zachovávání Božího zákona, který přikazuje nezabíjet“.
Tváří v tvář událostem v Ciaculli vyjádřil kardinál Ruffini soustrast dvěma telegramy veliteli VI. karabinické brigády v Palermu a prefektovi. V prvním z nich prohlásil: 
„Jsem zděšen nevýslovným zločinem, který způsobil tragickou smrt karabiniérů a vojenských ochránců pořádku. Vyjadřuji upřímnou soustrast zarmouceným rodinám a ujišťuji je o své solidaritě v zármutku.“
Ve druhém dopise adresovaném prefektovi Palerma uvedl: 
„s nesmírným zármutkem a rozhořčením se dozvídám o nejkrutějším zločinu, který způsobil smrt hrdinných obhájců občanského pořádku a zranil další, a zároveň s lítostí nad pokračováním hanebného zločinu na milované Sicílii pociťuji nejhlubší zármutek jako své osobní neštěstí a sdílím všeobecnou lítost, prosím vás, abyste tlumočil mé pocity rodinám nejdražších obětí.“
Jen několik dní předtím nastoupil papež Pavel VI. na papežský stolec a ozvěna masakru dorazila až do Vatikánu; 5. srpna 1963 přišel kard. Ruffiniho dopis od monsignora Angela Dell'Acqua:
„Jak je Vaší Eminenci známo, Valdenská evangelická církev z iniciativy pastora Piera Valda Panascia z Palerma zveřejnila minulý měsíc v tomto městě manifest, v němž vyjádřila politování nad nedávnými bombovými útoky, které si vyžádaly četné oběti mezi civilním obyvatelstvem. Upozorňuji na tuto iniciativu Vaši Eminenci a dovoluji si ji předložit Vašemu uvážlivému úsudku, zda by nebylo vhodné podpořit pozitivní a systematickou akci také po církevní stránce, a to prostředky, které jsou Vám vlastní – poučováním, přesvědčováním, deplorací morální reformy –, aby se oddělila mentalita takzvané mafie od náboženské a aby se povzbudila k důslednějšímu dodržování křesťanských zásad, a to s trojím cílem: pozvednout občanské cítění sicilského obyvatelstva, uklidnit duše a zabránit novým útokům na lidský život“.
Ruffiniho reakce na dopis Mons. Dell'Acqua byla poněkud nelibá.
„Váš dopis z 5. hodiny ranní mi přišel sem, kde trávím několik dní odpočinku. S manifestem, který vydal valdenský pastor, jsem se již seznámil. Poněkud mě překvapuje, že se někdo domnívá, že mentalita tzv. mafie je spojena s náboženskou. Je to pomlouvačná domněnka, kterou zejména mimo ostrov Sicílie vyslovují sociálkomunisté, kteří obviňují křesťanské demokraty, že jsou podporováni mafií, a přitom hájí své vlastní ekonomické zájmy v konkurenci s organizátory mafie nebo těmi, kteří jsou za ně považováni.“
Je zřejmé, že Ruffiniho odpověď prozrazovala jisté podráždění z toho, že musí popírat jakoukoli příměs mezi křesťanskou vírou a zločineckou či mafiánskou mentalitou. 
S ohledem na to Ruffini ve své odpovědi Dell'Acquovi pokračoval, 
„apoštolát, který je vytrvale vykonáván ve všech farnostech, je v jasném rozporu s delikvencí, která, ať už má jakoukoli podobu, je vždy kárána a odsuzována, jak je všem zřejmé. Činnost, o níž Vaše Excelence hovoří, ,poučování, přesvědčování, deplorace, morální reformaʻ, není zdaleka zanedbávána. Dobro, které se koná pro ,povznesení občanského cítění dobrého sicilského lidu, uklidnění duší a zabránění novým útokům na lidský životʻ, není výjimečné, jako například zásah pastora Piera Valda Panascia, ale nepřetržité. Probíhající vyšetřování mafie – které má výrazně politický charakter – nedosáhne kýženého cíle, pokud nebude posílena policie a nebudou jí uděleny větší pravomoci. Omezení, která jsou kladena na dohled nad morálkou a obranou občanského života, jsou neuvěřitelná. Jsem si jist, že v době fašismu – na který jsem na rozdíl od mnoha dnešních antifašistů nikdy nepohlížel příznivě – zločiny na Sicílii vymizely; a nelze říci, že by lidé tehdy byli křesťanštější než dnes. Zátahy se provádějí na více či méně podezřelé lidi, ale riskujeme, že se dopustíme nespravedlnosti tím, že zneuctíme poctivé lidi a dobrým rodinám přineseme nevýslovné tresty. Stále tvrdím, že by stačilo dát policii autoritu, jakou má v nejcivilizovanějších zemích světa. Videant consules! Ale proboha, nevěřte, že náboženství a takzvaná mafie jsou spojeny. [...]“
Přestože kardinál Ruffini problém mafie plně nechápal, nelze mu přičítat žádné vědomé nebo zaviněné opomenutí.
Následujícího roku se kardinál Ruffini veřejně zabýval problémem mafie a na Květnou neděli 1964 zveřejnil pastýřský list nazvaný Il vero volto della Sicilia (Pravá tvář Sicílie), který je prvním oficiálním dokumentem sicilského biskupa a katolické církve týkajícím se mafie. Z dopisu je patrný jasný záměr bránit Sicílii a odlišit Sicilany od mafie: 
„Z vášnivé lásky, která mě váže k pravdě, a z hluboké úcty, která v mém duchu vždy rostla k této privilegované zemi, cítím, že musím říci slovo, které rozptýlí předsudky a napraví představy, které urážejí spravedlnost více než lásku.“
Dopis se skládá ze tří částí: vyvrácení „závažného spiknutí s cílem zneuctít Sicílii“, jehož hlavními viníky jsou mafie, Il Gattopardo a Danilo Dolci. Ruffini se zejména domníval, že Sicílie byla „jistě proti intencím autora....“ pošpiněna románem Il Gattopardo od Giuseppe Tomasi di Lampedusa. V této souvislosti se podivoval:
„Je správné, aby se společnost před sto lety stala společností dneška? Je správné dát za pravdu románu, který zklamaný kníže sepisuje v posledním roce svého života a na svém lidu nenachází nic jiného než chyby, které jsou i jeho vlastní?“
O Danilu Dolcim na Sicílii Ruffini prohlásil:
„po více než deseti letech pseudoapoštolátu se tato země nemůže pochlubit žádným významným společenským dílem, které by mu bylo možné připsat“
Na téma mafie Ruffini napsal: 
„Bezohledná propaganda ... nakonec způsobila, že lidé uvěřili ... že Sicilané jsou obecně mafiáni, a zašla tak daleko, že očernila významnou část naší vlasti navzdory jejím přednostem, které ji činí vznešenou v nejlepších projevech lidského ducha.“
Navíc poté, co uznal – možná jako první – mafii za „stát ve státě“, napsal: 
„Nemůže být překvapením, že starý, zavrženíhodný systém přežil, i když se změnilo pole působnosti. Kořeny zůstaly: několika šéfům, kteří využívají bídy a nevědomosti, se podařilo zmobilizovat odvážné skupiny, které jsou ochotny udělat cokoli, aby uhájily své soukromé zájmy a zajistily si nadvládu v zahradnictví, na trhu a v nejrůznějších sociálních odvětvích. Z těchto zneužití se postupně staly smutné zvyky, protože je chránila omerta poctivých lidí, donucených ze strachu mlčet, a slabost moci, která měla právo a povinnost zločinu kdykoli a za každou cenu zabránit a potlačit ho. Z faktů je zřejmé, že mafie vždy tvořila malou menšinu. Sicílie ještě zdaleka nedosahuje blahobytu, který si zaslouží; příliš dlouho se na ni téměř zapomínalo; je zapotřebí opatření, která si lidé nemohou dát sami. Je zapotřebí domů, škol – zejména základních a odborných – a zdrojů práce. [...] Je naléhavě nutné, aby se s náležitou energií a co nejnaléhavěji uplatnila opatření, o nichž uvažují veřejné orgány – a pokud je to nutné, aby se přijala další –, aby co nejdříve zmizela delikvence a nemravnost, jak individuální, tak společná.“
Někteří historikové Ruffiniho z tohoto pohledu obhajují tím, že jeho záměrem bylo spíše než bagatelizovat fenomén mafie odlišit jej od autentického sicilanismu. Ohlas dopisu se dostal až do Vatikánu a 16. dubna 1964 napsal kardinál Amleto Cicognani ze Státního sekretariátu:
„V krátkém pastýřském listě Vaší Eminence si zaslouží pochvalu dvě věci: záměr definovat a tím omezit na pravou míru obvinění, která tolik hlasů veřejného mínění vznáší proti sicilskému lidu, a ukázat tak, jak je velkou chybou zobecňovat a diskreditovat prvky, které jsou sice skutečně politováníhodné, ale epizodické a vyjadřují celou tvář ostrova. A za druhé, záměr Vaší Eminence je chvályhodný, je pastorační, napomínat pravé a dobré Sicilany, aby se imunizovali vůči vinám, které jsou jim připisovány, a oživili v sobě živé morální a občanské svědomí, které nemůže mít lepší potravu a oporu než v oživené a obnovené věrnosti velkolepé křesťanské tradici ostrova.“
Reakce na tento dopis byly různé a rozporuplné a mnozí z nich Ruffiniho neoprávněně obviňovali z popírání existence mafie, která je údajně výmyslem komunistů. V tomto ohledu se ukázala jako ostrá analýza soudce Giovanniho Falconeho, který – v článku, jenž vyšel v L'Unità 31. května 1992, osm dní po jeho smrti – poukázal na to, jak byl v poválečných letech fenomén mafie naprosto podceňován jak všemi médii, tak všemi státními institucemi, politickými i soudními.
V roce 1994 kardinál Salvatore Pappalardo, arcibiskup z Palerma, v rozhovoru poskytnutém deníku Giornale di Sicilia 25. února téhož roku napsal:
„Kardinál Ruffini, který měl v Palermu tolik zásluh, za sociální činnost, kterou podporoval, za mnohá a různorodá centra služeb, která otevřel a která fungují dodnes, za práci, kterou obstarával a dával, naléhal na tehdejší úřady, jistě provedl velmi účinný zásah proti mafii, i když o tom nemluvil tolik jako později. Koneckonců dílo má větší cenu než slova. Nelze předstírat, že dnes, kdy je tolik věcí lépe známo, měl tehdy tak podrobný obraz o tom, co je to mafie, a o akcích, které se na ni dají vztáhnout.“
Následně sám kardinál Pappalardo – v rámci akce „Politická konference na vysoké úrovni k podpisu Úmluvy OSN proti nadnárodnímu organizovanému zločinu“ (“Conferenza politici ad alto livello per la firma della Convenzione delle Nazioni Unite contro la criminalità organizzata transnazionale”), která se konala 14. prosince 2000 v Palermu – prohlásil: 
„Pro správné posouzení pozornosti, kterou sicilský episkopát věnoval vysokému počtu vražd a ozbrojených loupeží spáchaných na ostrově, se zdá být významné zmínit, že biskupové již na regionální synodě v roce 1952, v době kardinála Ruffiniho, uložili exkomunikaci těch, kteří byli vykonavateli a podněcovateli výše uvedených zločinů, tj. duchovní trest, který znamená vyloučení z církevního společenství. Tato exkomunikace byla sicilskou biskupskou konferencí dvakrát po sobě potvrzena a je stále v platnosti vůči těm, kteří se i jako mafiáni nadále dopouštějí tak závažného jednání.“

### Smrt

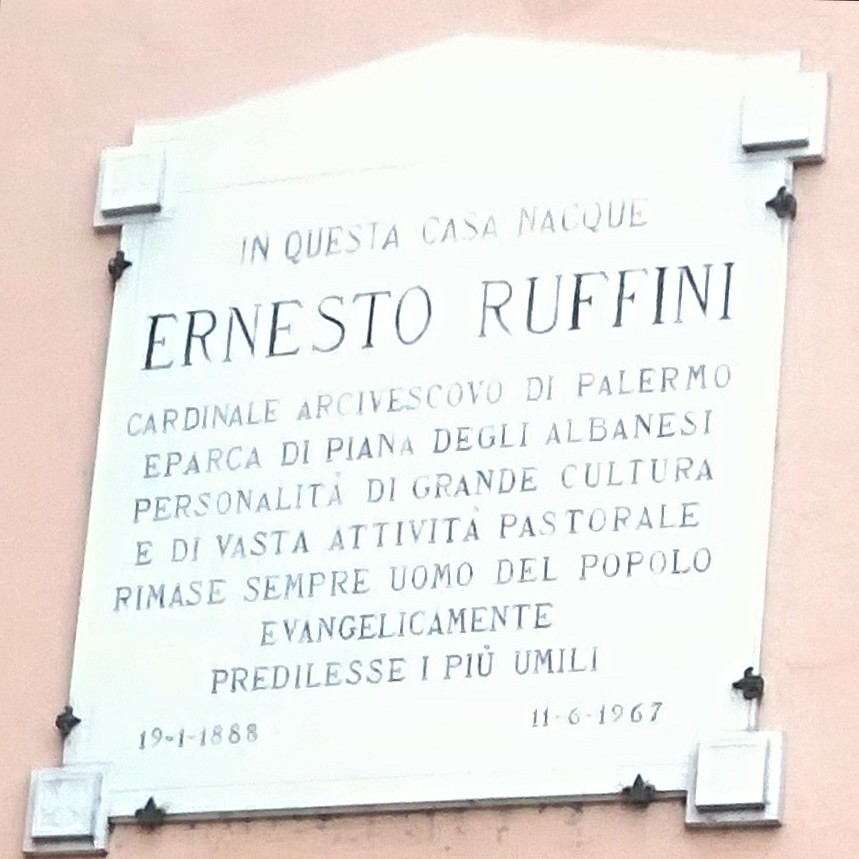
Pamětní deska E. Ruffiniho na jeho rodném domě

V posledních týdnech svého života často navštěvoval nové farní kostely Mater Misericordiae a svatého Pavla apoštola v Borgo Nuovo. Předsedal slavnosti vysvěcení nového kostela Svaté rodiny a večer před svou smrtí se vydal na setkání s mladými lidmi z Institutu Gonzaga, který vedou otcové jezuité. Dne 11. června 1967 v 11.30 hodin zemřel na nádvoří arcibiskupského paláce v Palermu poté, co šel hlasovat ve volbách do sicilského kraje.
Nepřál si být pohřben v katedrále v Palermu, ale v kostele Madonna dei Rimedi. Na náhrobní desce jeho hrobu je na jeho vlastní přání tato rytina: 
„Za života miloval Pannu Marii natolik, že chtěl být pohřben vedle ní.“
Jeho smrt vzbudila bolestný úžas v italské církvi i mimo ni. Pavel VI. se ve svém dlouhém telegramu církvi v Palermu stal směrodatným tlumočníkem:
„Zasaženi do hloubi srdce nečekanou smrtí kard. Ernesta Ruffiniho, nejhorlivějšího a nejpečlivějšího arcibiskupa palermského, který padl jakoby na samém poli své neúnavné a rozsáhlé činnosti, připojujeme se v modlitbě k zármutku metropolitní kapituly duchovenstva a věřících celé arcidiecéze, kteří ho oplakávají s jednomyslnou láskou, a přitom s dojetím vzpomínáme na vysoké zásluhy získané nejprve v přímé službě Petrovu stolci při delikátních úkolech v Římské kurii a poté v pastorační službě, která nám zůstane dlouho v paměti. přímé službě Petrovu stolci v delikátních úkolech v Římské kurii a poté v pastýřské službě, na kterou zůstane dlouho vzpomínat v našich srdcích a dílech, vzýváme pro jeho vyvolenou duši odměnu, kterou si zaslouží za takové sebezapření a příkladnou nezištnost, a utěšujeme zármutek jeho dětí naším zvláštním apoštolským požehnáním.“
— Pavel VI.

## Publikace
- Auctoritas Divina Sacrae Scripturae seu de Inspiratione Biblica, (pro manuscripto)¸ Pont. Sem. Rom., Maj., Roma, 1916;
- Alcune questioni di geografia, archeologia e storia del nuovo Testamento, (pro manuscripto), Pont. Sem. Rom., Maj., Roma, 1916;
- Introductio specialis in libros Novi Testamenti, (pro manuscripto), Pont. Sem. Rom., Maj., Roma, 1916;
- Introductio in Vetus Testamentum, (pro manuscripto), Pont. Sem. Rom., Maj. Roma, 1917;
- Introductio in Novum Testamentum, (pro manuscripto), Pont. Univ. “De propaganda fide”, Roma, 1918;
- Introductio generalis in Novum Testamentum, (pro manuscripto), Pont. Univ. “De propaganda fide”, Roma, 1919;
- Introductio in Vetus Testamentum, (pro manuscripto), Pont. Univ. “De propaganda fide”, Roma, 1919;
- Introductio in Vetus Testamentum, (pro manuscripto), Pont. Univ. “De propaganda fide”, (Pars. I: Pentateuchus), Roma, 1919;
- Introductio in Vetus Testamentum, (pro manuscripto), Pont. Univ. “De propaganda fide”, (Pars. II: Libri historici, Pars. III: Libri prophetici. Pars. IV: Libri sapientiales), Roma, 1920;
- I cattolici possono risolvere la questione mosaica con la ipotesi documentaria?, in “La Scuola Cattolica” 18, (1920), 5, pp. 325 ss.;
- La Gerarchia della Chiesa negli Atti degli Apostoli e nelle Lettere di S. Paolo. Lateranum, Roma 1921;
- Introductio in Vetus Testamentum, (pro manuscripto), Pont. Univ. “De propaganda fide”, Roma, 1923;
- Cronologia Veteris et Novi Testamenti ina aeram nostram collata, Casa Editrice Nazionale, Roma, 1924;
- Introductio in S. Scripturam. Novum Testamentum, (Liber primus) Libreria F. Ferrari, Roma Società Editrice Nazionale, Torino, 1925;
- Exameron: vecchia e nuova questione, in “Athenaeum Urbanum” 1, (1925), 1-2, 50 ss.;
- Introductio in vetus Testamentum, (pro manuscripto), Pont. Univ. “De propaganda fide”, Roma, 1926;
- L'isola di Creta, in “Numero unico per il 50° della prima esposizione dell'immagine della Madonna del perpetuo soccorso in Roma”, Tipografia dell'Unione, 1926, 28 ss.
- Introductio in S. Scripturam. Novum Testamentum, (Liber alter) (pro manuscripto), Tipo Litografia Pioda, Roma, 1927;
- Introductio in Vetus Testamentum, (pro manuscripto), Tipo Litografia Pioda, Roma, 1927;
- Introductio generalis in Sacram Scripturam, (pro manuscripto), Ath. Propaganda fidei, Roma, 1928;
- Introductio in Vetus Testamentum, (pro manuscripto), - Pars. I, Ath. Pont. Sem. Rom. Maj. Et Propag. Fidei, Roma, 1928;
- Introductio in Vetus Testamentum, (pro manuscripto), Pars. I, Pars II, Pars. III, Pars IV, Ath. Seminarii Romani et Propag. Fidei, Roma, 1929;
- Introductio un S. Scripturam. Novum Testamentum, (liber alter) (pro manuscripto), Ath. Pont. Sem. Rom. Et Propag. Fidei, Roma, 1932;
- Strenuo difensore della Fede: il Card. Merry del Val, in CENCI P., Il Card. Merry del Val, LICE Roberto Berruti e C. ED., Roma, 1933;
- Maria nella vita odierna della Chiesa, in AA. VV., Studi Mariani, Ed. Ancora, Milano, 1943;
- Il sacerdote e la spiritualità di S. Francesco di Sales, in AA. VV., Il sacerdote e la spiritualità, Pont. Univ. Gregoriana, Roma, 1946;
- La teoria dell'evoluzione secondo la scienza e la fede, Orbis Catholicus (rappresentanza della Casa Editrice Herder), Roma, 1948;
- Voce Antitipo, in Enciclopedia Italiana di Scienze, Lettere ed Arti, vol. 3°, pag. 537, Istituto Enciclopedico Italiano fondato da Giovanni Treccani, Roma, 1950;
- Discorso pronunciato per l'apertura del Congresso Eucaristico Argentino e delle Vocazioni Ecclesiastiche, ottobre 1959, in Atti del V Congresso Eucaristico celebrado en la cividad de Rosario;
- Discorso pronunciato a chiusura del Congresso delle Vocazioni Sacerdotali del Teatro “El Circulo de Rosario”, ottobre 1950, in Atti del V Congresso Eucaristico celebrado en la cividad de Rosario;
- Omelia pronunciata nel Pontificale di chiusura del Congresso Nazionale Argentino, in Rosario, ottobre 1950, in Atti del V Congresso Eucaristico celebrado en la cividad de Rosario;
- The teory of evolution judged by reason and faith, versione inglese di La teoria dell'evoluzione secondo la scienza e la fede, a cura di Francis O'Hanlon, Joseph F. Wabner, Inc. New York City, 1959;
- Ricordando il grande Pontefice Pio XI, Scuola Tipografica Salesiana, Palermo, 1961;
- Discurso pronunciado en el Acto de clausura del XI Curso del estudios eticos-sociales de la Universidad Pontificia de Salamanca celebrado en Leon, Imprenta Catolica, Leòn, 1961;
- Lettere pastorali, Editrice Ancora, Roma, 1964;
- Lettera pastorale, Migliorare e crescere, Tip. Scuola grafica Don Orione, Palermo, 1965;
- Conferenze sociali e religiose, Editrice Ancora, Roma, 1965;
- Conferenze bibliche, Editrice Ancora, Roma, 1966;
- Conferenze varie, Editrice Ancora, Roma, 1967;
- Pensieri (a cura delle Assistenti Sociali Missionarie), Ed. Salvatore F. Flaccovio, Palermo, 1972.

## Ocenění
Rytíř velkokříže Řádu za zásluhy Italské republiky – 7. května 1963

## Biskupská genealogie a apoštolská posloupnost
Biskupská genealogie je:
- kardinál Scipione Rebiba
- kardinál Giulio Antonio Santori
- kardinál Girolamo Bernerio, O.P.
- arcibiskup Galeazzo Sanvitale
- kardinál Ludovico Ludovisi
- kardinál Luigi Caetani
- kardinál Ulderico Carpegna
- kardinál Paluzzo Paluzzi Altieri degli Albertoni
- papež Benedikt XIII.
- papež Benedikt XIV.
- papež Klement XIII.
- kardinál Marcantonio Colonna
- kardinál Giacinto Sigismondo Gerdil, B.
- kardinál Giulio Maria della Somaglia
- kardinál Carlo Odescalchi, SJ
- kardinál Costantino Patrizi Naro
- kardinál Lucido Maria Parocchi
- papež sv. Pius X.
- papež Benedikt XV.
- papež Pius XII.
- Kardinál Giuseppe Pizzardo
- kardinál Ernesto Ruffini

Apoštolská posloupnost je:
- arcibiskup Corrado Mingo (1951)
- biskup Filippo Aglialoro (1957)
- biskup Francesco Tortora, OM (1962)
- biskup Giuseppe Mancuso (1962)
- biskup Giuseppe Petralia (1963)

### Recenze
- FONCK, L., La gerarchia della Chiesa negli Atti degli Apostoli e nelle Lettere di S. Paolo, in Biblica, 3 (1922) 3, 95-97;
- RICCIOTTI, G., Chronologia Veteris et Novi Testamenti in aeram nostram collata, in «La Scuola Cattolica», 53 (1925) 3, 63-64;
- FLICK, M., La teoria dell'evoluzione secondo la scienza e la fede, in “Gregorianum”, 29 (1948) 3-4, 598-601;
- DE LORENZI, E., La teoria dell'evoluzione secondo la scienza e la fede, in «Medicina e Morale», 2 (1952) 2, 62.

### Akta, kroniky a komentáře
- Concilium Plenarium Siculum II et Decreta a Sacra Congregatione Concilii recognita, Typis Polyglottis Vaticanis, in Civitate Vaticana, 1954;
- A ricordo del Secondo Concilio Plenario Siculo (Palermo 14-22 giugno 1952), Priulla, Palermo (s.d.);
- Archidiocesi di Palermo: Sinodo Diocesano XIV celebrato dal l'Em. mo Reo. mo Signor Card. Ernesto Ruffini, Palermo (s.d.);
- Vaticano II: Costituzioni, Decreti e Dichiarazioni del Concilio, Ed. 5 Lune, Roma, 1966;
- Acta Synodalia S. Concilii Oecumenici Vaticani Typis Polyglottis Vaticanis, in Civitate Vaticana, 1970-1986 (28 voll.);
- Vaticano II: Bilancio e prospettive 25 anni dopo, 1962-1987 (a cura di LATOURELLE R.), Cittadella Editrice, Assisi, 1987